# San Miguel, Fábricas de Cerveza y Malta
San Miguel, oficialment coneguda com a San Miguel, Fábricas de Cerveza y Malta i antigament com La Segarra, és una empresa dedicada a la fabricació de cerveses. Fins a l'octubre de 2017 la seva seu social se situava a Barcelona, fins que arran de les fuites de seus de Catalunya la varen traslladar a Màlaga. Actualment, és una filial del grup Mahou-San Miguel.
La fàbrica de cerveses San Miguel va ser fundada per Enrique María Barretto de Ycaza el 1890 al barri de San Miguel aleshores als afores de Manila, a les Filipines durant l'època de dominació espanyola. Aquesta fàbrica esdevindria la multinacional San Miguel Corporation, que distribueix cerveses a tot Àsia, incloent-hi la Xina i una de les empreses filipines més importants.
D'altra banda, el 1953 a Cervera es crea La Segarra SA, entitat que el 1957 esdevindria San Miguel, Fábricas de Cerveza y Malta, SA, empresa totalment independent de San Miguel Corporation, però amb la qual comparteix nom i logotip arran d'un acord signat el 1957. Actualment, forma part del grup Mahou-San Miguel i és el productor més gran de cerveses a l'Estat Espanyol.
En l'actualitat, San Miguel Brewery, Inc., empresa subsidiària de San Miguel Corporation, és la productora més gran de cervesa de les Filipines.